# محمد بوشارب
محمد بوشارب (مواليد 1986 في أكادير)، هو ملاكم موياي تاي مغربي فرنسي مولود في عام 1986. وهوعضو في فريق شوك مواي.

## سيرة شخصية
بدأ بوشارب الملاكمة في عمر 12 سنة في بيزونز. أصبح نائب بطل فرنسا في سن 14 سنة، ثم بطل فرنسا في سن 15 سنة وبطل فرنسا في الملاكمة التعليمية في 16 سنة وذلك في في فئة الطلاب.
في سن 17 سنة، فاز في بطولة فرنسا. في عام 2006، في سن 18 سنة، فاز بالميدالية البرونزية في بطولة العالم - هواة.
وهو بطل فرنسي محترف في فئة الوزن أقل من 54 كلغ لعامين متتاليين. احتفظ بلقبه للمرة الثالثة على الرغم من الإصابة.
في العام التالي، غادر إلى تايلاند وأقام بها لمدة عام، قبل أن يعود في عام 2011. فاز بالبطولة الفرنسية في عام 2011.
في عام 2013، صار بطلاً لأوروبا.
في العام التالي فاز بحزام مونديال فينوم في تايلاند.

## الجوائز
سجل بوشارب حتى الآن 76 مباراة قتالية للمحترفين بـ 61 فوزًا مقابل 14 خسارة وتعادل واحد .

### الألقاب الإحترافية
- 2014 : بطل مونديال فينوم
- 2013 : بطل أوروبا WBC
- 2012 : بطل فرنسا
- 2011 : بطل فرنسا
- 2008 : بطل فرنسا
- 2007 : بطل فرنسا
- 2006 : بطل فرنسا

### ألقاب الهواة
- 2004-2005 : بطل فرنسا
- 2001-2002 : بطل فرنسا التعليمي